# Isopeda montana
Isopeda montana là một loài nhện trong họ Sparassidae.
Loài này thuộc chi Isopeda. Isopeda montana được Henry Roughton Hogg miêu tả năm 1903.